# Пеней
 Тази статия е за реката.  За митологичната фигура вижте Пеней (бог).  
Пеней или Пиниос (на гръцки: Πηνειός, Пиниос, старогръцко произношение Пенейос) е река в Гърция, най-голямата в историко-гографската област Тесалия с дължина 216 km. Площ на водосборния басейн 10 700 km².

## Наименувание
Вероятно от пред-гръцки ("пелазгийски") произход, от палео-европейския корен *pan- 'водосдел, мочурище', срещан често в имена на воднисти райони. Може би сродно с хидронима Панчарево (езеро край София), Панчево (град близо до Белград, Сърбия).
През средновековието е известна под алтернативното име Саламврия (гр. Σαλαμβριάς)

## Географска характеристика

### Извор, течение и устие
Река Пиниос води началото си под името Малакасьотико на 1700 m н.в., от източния склон на масива Зигос (в средната част на планинската система Пинд), на 3 km западно от село Малакаси, в крайната северозападна част на Тесалия. Северозападно от град Каламбака в нея отляво се влива река Мургани, а отдясно – река Мадания и трите заедно формират същинската река Пиниос. При град Каламбака Пиниос излиза от планините и навлиза в северозападната част на обширната и плодородна Тесалийска равнина, като до град Трикала тече на изток, до град Лариса – на изток, а след това на североизток. Тук Пиниос е типична равнинна река с широка и плитка долина, бавно течение и множество меандри. Почти по цялото си протежение през Тесалийската равнина коритото на реката е коригирано и защитено от преливане по време на пълноводие чрез водозащитни диги. На около 30 km североизточно от град Лариса Пиниос навлиза в Темпейската долина, живописна клисура виейки се между планините Олимп на север и Оса на юг. След като излезе от дефилето реката пресича тясната крайбрежна равнина и след около 10 km се влива в югозападната част на Термейския залив, при курорта Паралия Коулоура, част от т.нар. олимпийска ривиера.

### Водосборен басейн, притоци
На югоизток и юг водосборният басейн на Пиниос граничи с водосборните басейни на река Сперхей и други по-малки, вливащи се в Бяло море), на югозапад и запад – с водосборния басейн на река Ахелой (от басейна на Йонийско море), на северозапад – с водосборния басейн на река Вьоса (от басейна на Адриатическо море), а на север – с водосборните басейни на река Алиакмон и други по-малки реки, вливащи се в Бяло море.
Река Пиниос получава намножество предимно къси притоци, като по-значителните са:
- леви – Мургани, Авлака, Титарисиос;
- десни – Мадания, Портаико, Памисос, Енипей, Ревма, Азмаки.

### Хидроложки показатели
Река Пиниос има предимно дъждовно подхранване, с характерно за региона високо зимно пълноводие и лятно маловодие. Среден годишен отток 81 m³/sec, максимален през януари и февреари 160 m³/sec, минимален през юли и август 11 m³/sec.

## Стопанско значение, селища, забележителности
Водите на реката се използват предимно за промишлено водоснабдяване, а в Тесалийската равнина – за напояване. Долината на реката е гъсто заселена, като най-големите селища са: Каламбака, Трикала и Лариса.
На входа на Темпейската клисура откъм Македония се издига като страж известната Платамонска крепост, а в самото дефиле, над клисурата – древната крепост Ориа. В Темпейската клисура се намира малък манастир посветен на Света Петка Българска, покровителка на Второто българско царство.
Темпейската клисура е мястото известно с най-многото катастрофи в съвременната история на Гърция. Към 2016 г. покрай нея се изгражда и оборудва шесткилометровият тунел Марину Антипа, най-дългият в Гърция, част от последната 25 km отсечка на автомагистрала А1 (Гърция). Цялата автомагистрала от Солун до Атина следва по план да е изградена към март 2017 г., а да е в експлоатация от август 2017 г. 